# 名侦探柯南：天空的遇难船
《名偵探柯南：天空的遇難船》，是日本漫画家青山剛昌漫画系列《名偵探柯南》的第14部剧场版，於2010年4月17日在日本上映、2010年7月9日在台灣上映，在日本有31億日圓的票房收益，台灣的票房則為新台幣1910萬元。本作榮獲第34屆日本奧斯卡的日本電影金像獎最佳動畫片獎提名。

## 劇情簡介
東京都西多摩市的「國立東京微生物研究所」發生了一起襲擊事件，一個由七人組成的武裝團體闖入研究所，奪走了嚴密保管的殺人細菌，並在逃逸前引爆了研究所。該組織稱“我們獲得了致命細菌，將在7天內採取下一步行動”。於此同時，鈴木次郎吉再次向怪盜基德發出了挑戰——竊取鈴木財閥建造的世界最大飛行船「BELL TREE I世」中鑲嵌有名貴寶石戒指「天空的貴婦人」，而怪盜基德接受了該挑戰。
在紅暹羅貓的犯罪通知截止日期的第七天，飛行船起飛，載著次郎吉邀請的柯南、小蘭、小五郎、偵探團、包括中森警官在內的偵探以及電視台的人前往欲進行轉播。在飛行過程中，次郎吉接到了一隻紅色暹羅貓的威脅電話，告訴他自己在船上傳播了「殺人細菌」。

## 登场人物

### 原作角色
| 角色         | 配音       | 配音     | 配音     | 簡介 |          |
| 角色         | 日本       | 臺灣     | 香港     | 簡介 |          |
| 主要角色     | 主要角色   | 主要角色 | 主要角色 | 主要角色 | 主要角色 |
| ------------ | ---------- | -------- | -------- | --- | -------- |
| 江戶川柯南   | 高山南     | 蔣篤慧   | 周恩恩   | 本作品男主角，原高中生名偵探工藤新一，被黑暗組織的琴酒灌下毒藥而縮小身體變成小孩，後化名為江戶川柯南，寄住在毛利家中並暗中調查黑暗組織。           |          |
| 工藤新一     | 山口勝平   | 劉傑     | 李家傑   | 本作品男主角，原高中生名偵探工藤新一，被黑暗組織的琴酒灌下毒藥而縮小身體變成小孩，後化名為江戶川柯南，寄住在毛利家中並暗中調查黑暗組織。           |          |
| 怪盜基德     | 山口勝平   | 官志宏   | 李家傑   | 公开身份是江古田高中的学生，其实是國際通緝犯第二代怪盗基德，神出鬼沒的盜賊，與柯南的關係既是對手又是合作者。                                       |          |
| 毛利蘭       | 山崎和佳奈 | 魏晶琦   | 王夢華   | 本作品女主角，新一的青梅竹馬，運動神經發達，擅長空手道，曾獲得全國高中空手道關東大賽的冠軍。                                                       |          |
| 毛利小五郎   | 小山力也   | 官志宏   | 黃志明   | 小蘭的父親，英理的丈夫，私家偵探，外號沉睡小五郎，原刑警，辭職後在家開設毛利偵探事務所。                                                           |          |
| 朋友相關角色 |            |          |          | |          |
| 灰原哀       | 林原惠     | 魏晶琦   | 陳子瑩   | 柯南的搭檔兼好友，本名宮野志保，原黑暗組織科學家雪莉。吃下毒藥而縮小身體，逃離組織後寄住在阿笠家中，並化名灰原哀。                                 |          |
| 吉田步美     | 岩居由希子 | 陶敏嫻   | 莊巧兒   | 三人為帝丹小學一年級生，後來與轉學生柯南和灰原一同組成少年偵探團。                                                                                 |          |
| 圓谷光彦     | 大谷育江   | 魏晶琦   | 顧詠雪   | 三人為帝丹小學一年級生，後來與轉學生柯南和灰原一同組成少年偵探團。                                                                                 |          |
| 小島元太     | 高木涉     | 劉傑     | 陳志強   | 三人為帝丹小學一年級生，後來與轉學生柯南和灰原一同組成少年偵探團。                                                                                 |          |
| 阿笠博士     | 緒方賢一   | 徐健春   | 周永光   | 工藤家的鄰居兼好友，科學家兼發明家，會發明出一些道具讓柯南在案件中使用，在灰原哀逃離黑暗組織後收留她。                                             |          |
| 鈴木園子     | 松井菜櫻子 | 陶敏嫻   | 莊巧兒   | 小蘭的好友兼同學，鈴木財團的二千金，時常邀請毛利家參加各式的宴會活動，與京極真是戀人關係。                                                         |          |
| 服部平次     | 堀川亮     | 官志宏   | 陳健豪   | 知名的關西高中生偵探，與和葉互相暗戀，和新一是好友，為劍道高手，說話時帶有濃厚關西腔。                                                             |          |
| 遠山和葉     | 宮村優子   | 蔣篤慧   |          | 平次的青梅竹馬，與平次互相暗戀，和小蘭是好友，為合氣道高手。                                                                                       |          |
| 鈴木次郎吉   | 永井一郎   | 徐健春   | 周永光   | 園子的伯父，鈴木財團顧問，愛犬名叫魯邦。因一次被怪盜基德搶走報紙頭版，於是致力於尋找稀有珠寶後登報紙向怪盜基德挑戰。愛犬名叫魯邦（聲優：高木涉）。 |          |
| 警察相關角色 |            |          |          | |          |
| 中森銀三     | 石塚運昇   | 劉傑     |          | 警視廳搜查二課警官（警部），以逮捕怪盜基德為目標，在這20年來已累積不少辦案經驗。                                                                   |          |
| 服部平蔵     | 小山武宏   | 劉傑     | 陳志強   | 大阪府警總部長（警視監）。平次的父親，其推理能力遠在新一和平次之上。                                                                               |          |
| 遠山銀司郎   | 小川真司   | 徐健春   |          | 大阪府警刑事部長（警視長），和葉的父親，平藏的下屬兼左右手。                                                                                       |          |
| 小田切敏郎   | 中田浩二   | 徐健春   |          | 警視廳刑事部長（警視長），日本居合流刀法高手，目暮十三的上司。                                                                                     |          |
| 目暮十三     | 茶風林     | 徐健春   |          | 警視廳搜查一課的警官（警部），曾是毛利小五郎的上司，經常在兇案現場要求部下調查相關證據。                                                           |          |
| 白鳥任三郎   | 井上和彦   | 官志宏   |          | 警視廳搜查一課的警官（警部），出身於豪門。 |          |
| 佐藤美和子   | 湯屋敦子   | 魏晶琦   | 陳子瑩   | 警視廳搜查一課的警官（警部補），擁有極多追求者，有著「警視廳之花」的稱呼，與高木涉是戀人關係。                                                     |          |
| 高木涉       | 高木涉     | 劉傑     | 李家傑   | 警視廳搜查一課的刑警（巡查部長），會聽小孩的意見，與少年偵探團關係極好，與佐藤美和子是戀人關係。                                                   |          |
| 千葉和伸     | 千葉一伸   | 徐健春   | 陳志強   | 警視廳搜查一課的刑警（巡查部長），高木的好友。 |          |

### 本作角色
| 角色                 | 配音                                       | 配音         | 配音                 | 簡介 |          |
| 角色                 | 日本                                       | 臺灣         | 香港                 | 簡介 |          |
| 本作要角             | 本作要角                                   | 本作要角     | 本作要角             | 本作要角 | 本作要角 |
| -------------------- | ------------------------------------------ | ------------ | -------------------- | --- | -------- |
| 川口聰               | 大橋望美                                   | 陶敏嫻       | 王夢華               | 7歲，遠山和葉親戚的孩子，喜歡和葉。 |          |
| 水川正輝             | 真地勇志                                   | 劉傑         | 黃積權               | 32歲，電視台總監督。飛行船「BELL TREE I世」乘客。 |          |
| 淺野光洋             | 大川透                                     | 官志宏       |                      | 28歲，飛行船「BELL TREE I世」乘務員。 |          |
| 本作犯人（紅暹羅貓） |                                            |              |                      | |          |
| 藤岡隆道             | 野田圭一                                   | 劉傑         | 李家傑               | 38歲，自由作家。飛行船「BELL TREE I世」乘客。實為劫船集團幕後黑手，花錢僱用一群傭兵襲擊國立東京微生物研究所並盜走一種致命的病毒，然後劫持飛行船以此做為偷竊佛像的一部分計畫。先是故意讓身上起疹子被隔離以便向手下發布指令，由於得知傭兵團全被柯南和怪盜基德給阻撓下而被捕，因此企圖搭乘停靠在大橋附近的快艇逃亡前，故意現身在飛行船頂上讓柯南給找到然後用槍連續射擊他，企圖讓他命喪大海，但最後因柯南以伸縮吊帶放出巨大足球使得整艘飛行船急速爬升的緣故使自己墜海，並與負責接應的快艇，一起被海上保安廳逮捕。 |          |
| 石本順平             | 池田知聰                                   | 官志宏       |                      | 33歲，電視台攝影師。飛行船「BELL TREE I世」乘客。實為藤岡的部下，最後因柯南以伸縮吊帶放出巨大足球使得整艘飛行船往上升導致撞上牆壁並昏過去，事後被警方逮捕。 |          |
| 西谷霞               | 石毛佐和                                   | 陶敏嫻       | 陳子瑩               | 29歲，電視台記者，也是石本順平的搭檔。飛行船「BELL TREE I世」乘客。實為藤岡的部下，最後因柯南以伸縮吊帶放出巨大足球使得整艘飛行船往上升導致撞上牆壁並昏過去，事後被警方逮捕。 |          |
| 老大                 | 大友龍三郎                                 | 官志宏       | 黃志明               | 紅暹羅貓老大，帶頭劫持飛行船，與其手下曾在海外擔任傭兵，其實跟紅暹羅貓毫無關係，之所以偽裝成恐怖組織是為了掩飾雇主偷竊佛像的計畫，至於其雇主即是藤岡隆道。在得知柯南跟怪盜基德破壞他們的行動時命令手下們追捕他們，然而手下們全都被柯南與怪盜基德以飛行船機關給擊敗後只好自己出面，卻被柯南的必殺射門解決，與其手下被中森給上銬在客艙裡，計畫到最後被藤岡與其手下石本順平與西谷霞見死不救。 |          |
| 貓兒A CAT-A          | 天田益男 阪口周平 松本大 三宅健太 谷山紀章 | 徐健春       | 李家傑 陳志強 黃積權 | 紅暹羅貓部下，代號「貓兒A」。入侵飛行船後，負責控制休息室。在天花板探查情況時，被裝昏倒的柯南用麻醉手表射昏。 |          |
| 貓兒B CAT-B          | 天田益男 阪口周平 松本大 三宅健太 谷山紀章 | 劉傑         | 李家傑 陳志強 黃積權 | 紅暹羅貓部下，代號「貓兒B」。入侵飛行船後，負責控制休息室。在天花板探查情況時，被柯南用伸縮吊帶拉上高處摔昏。 |          |
| 貓兒C CAT-C          | 天田益男 阪口周平 松本大 三宅健太 谷山紀章 | 劉傑         | 李家傑 陳志強 黃積權 | 紅暹羅貓部下，代號「貓兒C」。入侵飛行船後，負責控制天空觀景臺。在天花板射擊柯南未果，後在天空觀景臺，被柯南利用對付基德的機關，彈出拳擊手套擊昏。 |          |
| 貓兒D CAT-D          | 天田益男 阪口周平 松本大 三宅健太 谷山紀章 | 徐健春       | 李家傑 陳志強 黃積權 | 紅暹羅貓部下，代號「貓兒D」。入侵飛行船後，負責控制廚房。在天花板射擊柯南未果，在天空觀景臺，被柯南利用對付基德的機關，觸發感應器遭到電擊昏倒。 |          |
| 貓兒E CAT-E          | 天田益男 阪口周平 松本大 三宅健太 谷山紀章 | 官志宏       | 李家傑 陳志強 黃積權 | 紅暹羅貓部下，代號「貓兒E」。入侵飛行船後，負責控制客房。在天花板射擊柯南未果，在天空觀景臺，被柯南利用對付基德的機關，掉入坑中。 |          |
| 貓兒F CAT-F          | 天田益男 阪口周平 松本大 三宅健太 谷山紀章 | 劉傑／官志宏 | 李家傑 陳志強 黃積權 | 紅暹羅貓部下，代號「貓兒F」。入侵飛行船後，負責控制駕駛艙。在同伴追擊柯南時，移動至客艙看守，被中森警官和次郎吉的愛犬魯邦壓制。 |          |
| 冒牌女服務生         | 優木真央美                                 | 魏晶琦       |                      | 紅暹羅貓部下，偽裝成飛行船「BELL TREE I世」的女服務生，發現灰原用偵探徽章與柯南等人聯絡，後打了灰原的臉頰。在同伴追擊柯南時，移動至餐廳看守，最後被毛利小五郎以過肩摔壓制。 |          |
| 冒牌警察             | 大西健晴                                   | 徐健春 劉傑  | 陳志強               | 紅暹羅貓部下，冒充奈良縣警疏散豪福寺的所有人員，實為竊盜寺廟内的佛像，最後被服部平次等人給識破，被奈良縣警群給包圍下遭到逮捕。 |          |
| 其他配角             |                                            |              |                      | |          |
| 女服務生             | 伊藤靜                                     | 陶敏嫻       |                      | 飛行船「BELL TREE I世」服務生，有吸煙的習慣，進去過吸煙室，遭到細菌感染，因而昏倒，在診療房到被隔離。 |          |
| 男服務生             | 谷山紀章                                   | 官志宏       | 李家傑               | 飛行船「BELL TREE I世」服務生，實為怪盗基德假扮。 |          |
| 男工作員             | 石井真                                     | 官志宏       | 李家傑               | 飛行船「BELL TREE I世」工作員，實為怪盗基德假扮。 |          |
| 宇野忠義             | 大矢兼臣                                   | 官志宏       |                      | 54歲，警視廳刑事部参事官，對研究所爆炸一事作出批示。 |          |
| 鹿角剛士             | 廣瀨正志                                   | 劉傑         |                      | 57歲，奈良縣警搜查三課警部。 |          |
| 太田千秋             | 本多知惠子                                 | 陶敏嫻       | 莊巧兒               | 36歲，細菌學研究專家。 |          |
| 女主持人             | 大本真基子                                 | 蔣篤慧       | 王夢華               | 主持人，採訪太田千秋。 |          |
| 豪福寺住持           | 井原啟介                                   | 官志宏       |                      | 奈良縣豪福寺（原型是奈良的興福寺）住持。 |          |
| 研究員               | 小田敏充                                   | 不適用       | 不適用               | 國立東京微生物研究所工作人员，被紅暹羅貓給挾持。 |          |
| 駕駛員               | 上野亮                                     | 官志宏       |                      | 警視廳直升機駕駛員。 |          |

## 歌曲
| 類別   | 曲名       | 作詞    | 作曲     | 編曲     | 演唱          |
| ------ | ---------- | ------- | -------- | -------- | ------------- |
| 主題曲 | Over Drive | AZUKI七 | 中村由利 | 古井弘人 | = GARNET CROW |

## 工作人員
- 原作：青山剛昌
- 監督、分鏡：山本泰一郎
- 脚本：古内一成
- 分鏡協力：龟垣一、矢野雄一郎、大宙征基
- 演出：山本泰一郎、添田和弘（日语：そえたかずひろ）、久城理音、小山田桂子
- 人物設定 / 總作畫監督：須藤昌朋
- 作品設計：山中純子
- 機械設計：本橋秀之

週刊少年Sunday雜誌附贈的《天空的遇難船》電影海報。圖中怪盜基德扮成新一，謊稱基德就是新一。小蘭勸他自首時，怪盜基德說：「那就先給我我想要的寶物吧！」小蘭說：「可是我身上沒有寶物啊！」基德就……，到底基德會不會成功呢？

- 作画監督：牟田清司、清水義治、堀内博之、野武洋行、山中純子
- 特殊效果：林好美
- 美術監督：涩谷幸弘
- 美術補佐：福島孝喜
- 色彩設計：加藤里惠
- 摄影監督：野村隆
- 主標題CG動畫：西山仁
- 3D CGI 製片人：後藤優一
- 數字光學録音：西尾昇
- 剪辑：岡田輝满
- 音響監督：浦上靖夫
- 音響監督助手：浦上慶子
- 音響效果：横山正和、横山亚紀
- 音乐：大野克夫
- 混音：山本寿
- 混音助手：内山敬章
- 故事編輯：飯岡順一
- 助理製作人：北田修一、浅井認
- 動畫製作人：石山桂一
- 製作人：諏訪道彦、吉岡昌仁
- 動畫制作：TMS/V1 Studio
- 「名偵探柯南 天空的遇難船」製作委員會 
  - 小学馆
  - 读卖电视台
  - 日本电视台
  - ShoPro
  - 东宝株式會社
  - TMS Entertainment
- 取材協力：大阪府灣岸局、財團法人 大阪府城市發展促進中心 阪南事業所、兵庫縣立都市公園（舞子公園）、南海電氣鐵道有限公司、湘南位置服務、大阪水上巴士有限公司、南陽通商店街振興組合、奈良縣奈良公園管理事務所、興福寺、明日香村教育委員会
- 发行：東宝

## 發行

### 影碟
日本
- DVD出租:2010年10月8日
- DVD發售:2010年11月17日
- 藍光光碟發售：2010年11月17日

台灣
- VCD發售:2010年11月1日（發行商：普威爾）
- DVD發售:2010年12月19日（發行商：普威爾）
- 藍光光碟發售：2010年12月19日（發行商：普威爾）

香港
- DVD/VCD/BD發售：2011年10月27日（发行商：新一影業）

### 書籍
| 冊數 | 小學館         | 小學館                 | 青文出版社     | 青文出版社            |
| 冊數 | 發售日期       | ISBN                   | 發售日期       | ISBN                  |
| ---- | -------------- | ---------------------- | -------------- | --------------------- |
| 上   | 2010年11月18日 | ISBN 978-4-09-122574-0 | 2011年10月13日 | ISBN 978-986-256909-2 |
| 下   | 2010年12月17日 | ISBN 978-4-09-122575-7 | 2011年10月13日 | ISBN 978-986-256910-8 |

## 外部連結
- 互联网电影数据库（IMDb）上《名侦探柯南：天空的遇难船》的资料（英文）
- 名探偵コナン 天空の難破船公式サイト - ウェイバックマシン（2010年4月18日アーカイブ分）
- 名探偵コナン 天空の難破船 （页面存档备份，存于） - トムス・エンタテインメント
- 名探偵コナン 天空の難破船 （页面存档备份，存于） - 東宝
- 名探偵コナン 天空の難破船 （页面存档备份，存于） - allcinema
- 名探偵コナン 天空の難破船 （页面存档备份，存于） - KINENOTE
- 名探偵コナン 天空の難破船 （页面存档备份，存于） - 文化庁日本映画情報システム
- 名探偵コナン 天空の難破船 （页面存档备份，存于） - 映画.com
- 名探偵コナン 天空の難破船 （页面存档备份，存于） - Movie Walker
- 名探偵コナン 天空の難破船 （页面存档备份，存于） - SF MOVIE DataBank